# Helen Taylor
Helen Taylor (Londres, 31 de juliol de 1831 - Torquay, 29 de gener de 1907) va ser una feminista, escriptora i actriu anglesa. Era la filla de la filòsofa Harriet Taylor Mill i la fillastra de John Stuart Mill. Després de la mort de la seva mare, va viure i col·laborar amb Mill i junts van promoure els drets de les dones.
Des de 1876 fins 1884 (quan va renunciar per motius de salut) va ser membre de la London School Board («Consell Escolar de Londres»), on va treballar per l'abolició de les quotes escolars, la provisió d'aliments, calçat i mitges per als infants necessitats, l'abolició del càstig corporal, classes més reduïdes i una despesa més gran en tot allò essencial per al desenvolupament de l'infant i la salut del professorat. El 1881, es va unir a la Social Democratic Federation. Taylor sempre va advocar pel sufragi femení i es va presentar com a candidata parlamentària amb una plataforma que reivindicava lleis justes i millors per a les dones, la prevenció de la guerra i «menys feina i millor sou» per a la classe treballadora.

## Biografia
Va néixer a Kent Terrace el 27 de juliol de 1831. Va ser l'única npia i la menor dels tres fills de John Taylor, farmacèutic majorista, i la seva esposa Harriet Taylor, filla de Thomas Hardy de Birksgate. La seva família materna tenia terres a prop a Kirkburton, Yorkshire, on havien tingut un senyoriu durant segles. Taylor, un home culte, va inspirar la seva filla amb l'amor per la història i un fort afecte des de molt jove. L'educació de Helen es va dur a terme de forma inconnexa i privada. Ella era la companya inseparable de la seva mare, qui, a causa de la seva mala salut, viatjava contínuament. Les cartes de la senyora Taylor a la seva filla donen testimoni d'una profunda i propera relació entre ambdues.
El pare de Helen va morir al juliol de 1849 i l'abril de 1851 la seva mare es va casar amb John Stuart Mill. La seva mare volia que Helen fora lliure de fer «el que esperava que totes les dones tinguessin la llibertat de fer algun dia: treballar en quelcom de la seva pròpia elecció». Els experiments in living que Harriet i Mill van encoratjar a Sobre la llibertat van començar amb la seva pròpia filla. Helen va seguir el seu somni de convertir-se en actriu i se'n va anar a treballar a Sunderland el 1856 i va treballar-hi durant dos anys.
La seva mare, Harriet Taylor Mill, va morir el 3 de novembre de 1858 a l'Hotel de l'Europe d'Avinyó, quan es dirigia amb el seu marit cap al sud de França. Per estar a prop de la tomba de la seva esposa, Mill va comprar una casa a Avinyó, que posteriorment va donar com a herència a Helen Taylor, qui després de la mort de la seva mare va treballar colze a colze amb Mill. No només es va fer càrrec dels assumptes pràctics i de la seva voluminosa correspondència responent moltes de les seves cartes, sinó que també va col·laborar en la seva obra, especialment en La subjugació de les dones. Mill solia dir de tot el seu treball posterior que no era el resultat d'una intel·ligència, sinó de tres: la seva, la de la seva esposa i la de la seva fillastra. Mill va morir el 1873.
Taylor va editar el 1872, amb una semblança biogràfica, les obres miscel·lànies i pòstumes de Henry Thomas Buckle, un deixeble de l'escola de pensament de Mill. També va editar el 1873 l'Autobiography de Mill, i el 1874 en va publicar, amb una introducció, Three Essays on Religion: Nature, the Utility of religion, and Theism.
La mort de Mill va permetre a Taylor el temps per a entrar a la vida pública i així promoure les reformes polítiques i socials que havien despertat el seu interès. Posseïdora de molts mitjans, que va emprar generosament en causes públiques, va fer seva la llar de Londres mentre passava les vacances a la casa d'Avinyó. En tots els temes les seves opinions van ser radicals. Els seus principis eren alhora democràtics i fortament individualistes, però afavoria el que considerava practicable en el programa socialista. Fou una excel·lent oradora en públic que va combatre la pobresa i la injustícia.
Mentre era membre de la London School Board va finançar, a través dels mestres i de petits comitès locals, un àpat de migdia i un parell de botes útils per als infants necessitats de Southwark, i va tenir èxit en impulsar als comissionats de caritat a restablir alguns equipaments educatius als seus propòsits originals.
Al mateix temps, es va llançar amb igual energia a la política. Anna Parnell, nacionalista irlandesa i germana menor del líder irlandès Charles Stewart Parnell, va ser sovint la seva convidada. Les causes de la nacionalització de la terra i la tributació del valor de la terra la van atreure poderosament. Va ser una membre destacada de la Land Reform Union i de la League for Taxing Land Values, dirigint-se en el seu nom a grans audiències, principalment d'homes treballadors, tant a Anglaterra com a Irlanda. El seu entusiasme per la nacionalització de la terra la va portar a conèixer l'economista Henry George i es va hostatjar a la seva casa de South Kensington el 1882. En la seva opinió, Taylor era «una de les dones més intel·ligents que he conegut, si no la més intel·ligent».
Poc després va abandonar la vida pública a causa de la seva edat i salut delicada, i es va retirar durant dinou anys a Avinyó, on invariablement havia passat les seves vacances i s'havia enamorat de la generosa actitud de la gent. A finals de 1904, va tornar a Anglaterra, i sota la cura de la seva neboda Mary Taylor, es va establir a Torquay. Helen Taylor va morir el 29 de gener de 1907 i va ser enterrada al cementiri de Torquay. El 1904, davant la insistència del polític del partit liberal Lord Morley de Blackburn, la seva neboda va cedir la biblioteca de Mill al Somerville College d'Oxford.